# Đại học Southampton
Viện Đại học Southampton hay Đại học Southampton (tiếng Anh: University of Southampton) là một trong số mười viện đại học dẫn đầu về nghiên cứu, và nằm trong số 15 trường ĐH hàng đầu tại Vương quốc Liên hiệp Anh và Bắc Ireland, lịch sử của trường ĐH Southampton được ghi dấu bởi nhiều thành tích cao trong học tập và giảng dạy. Trường có mối liên kết chặt chẽ với các doanh nghiệp và các ngành công nghiệp để kết hợp các hoạt động của mình. ĐH Southampton là một trong số ít những ĐH nghiên cứu hàng đầu tại Anh đạt được những thành tựu mang tính thực tiễn cao, mang lại nguồn thu đáng kể từ việc ứng dụng những nghiên cứu của mình.
Hiện nay trường có gần 20.000 sinh viên, với đội ngũ giáo sư, nghiên cứu và nhân viên quản lý nhà trường khoảng 5.000 người. Với các khoa ngành trải rộng trong tất cả các lĩnh vực đời sống, nhà trường luôn có hướng đổi mới trong các hoạt động nghiên cứu và học thuật nhằm đi tiên phong trong các phát kiến kỹ thuật phù hợp với thế giới ngày nay.
Đại học Southampton nằm tại thành phố Southampton, một thành phố cảng ở bờ Nam vương quốc Anh gồm một hệ thống nhiều 6 khu campus giảng dạy với campus chính tại Highfield và campus dành riêng cho các ngành nghệ thuật tại Winchester. Trường là thành viên của tổ chức Russell Group và đồng thời của mạng lưới Worldwide Universities Network.